# Telleriarte
Telleriarte es una entidad de población española del municipio de Legazpia, perteneciente a la provincia de Guipúzcoa, en la comunidad autónoma del País Vasco. 

## Historia
Hacia mediados del siglo XIX, el lugar, una anteiglesia, ya pertenecía a Legazpia. Aparece descrito en el decimocuarto volumen del Diccionario geográfico-estadístico-histórico de España y sus posesiones de Ultramar de Pascual Madoz con las siguientes palabras:

TELLERIARTE: anteigl. en la prov. de Guipúzcoa, part. jud. de Vergara, term. municipal de Lagazpia.
(Madoz, 1849, p. 690)

En 2023, la entidad singular de población tenía empadronados 104 habitantes y el núcleo de población, veintiuno.

## Patrimonio
Hay en el lugar un palacio de Elorregi.